# Sadhu

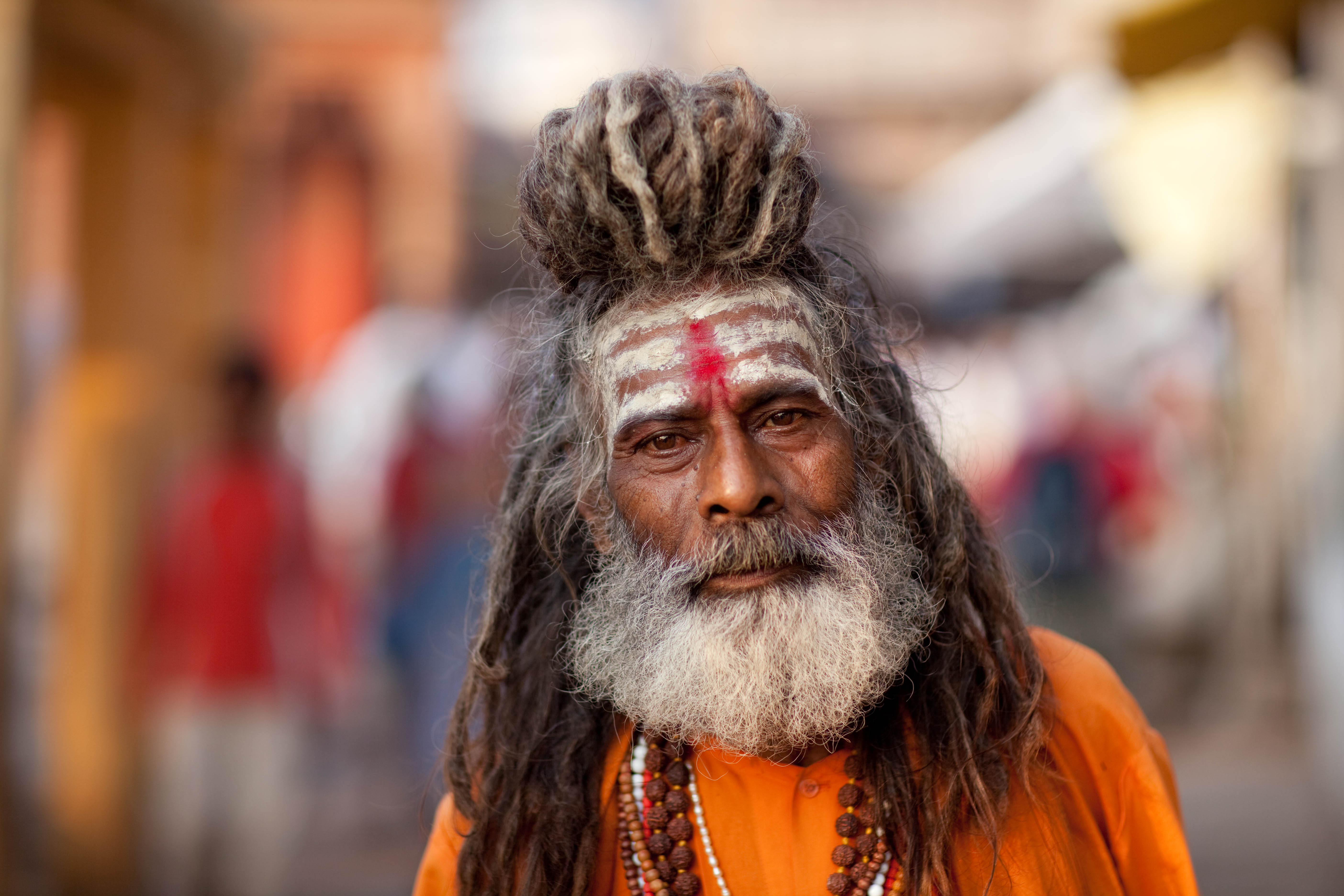
En sadhu i Varanasi.

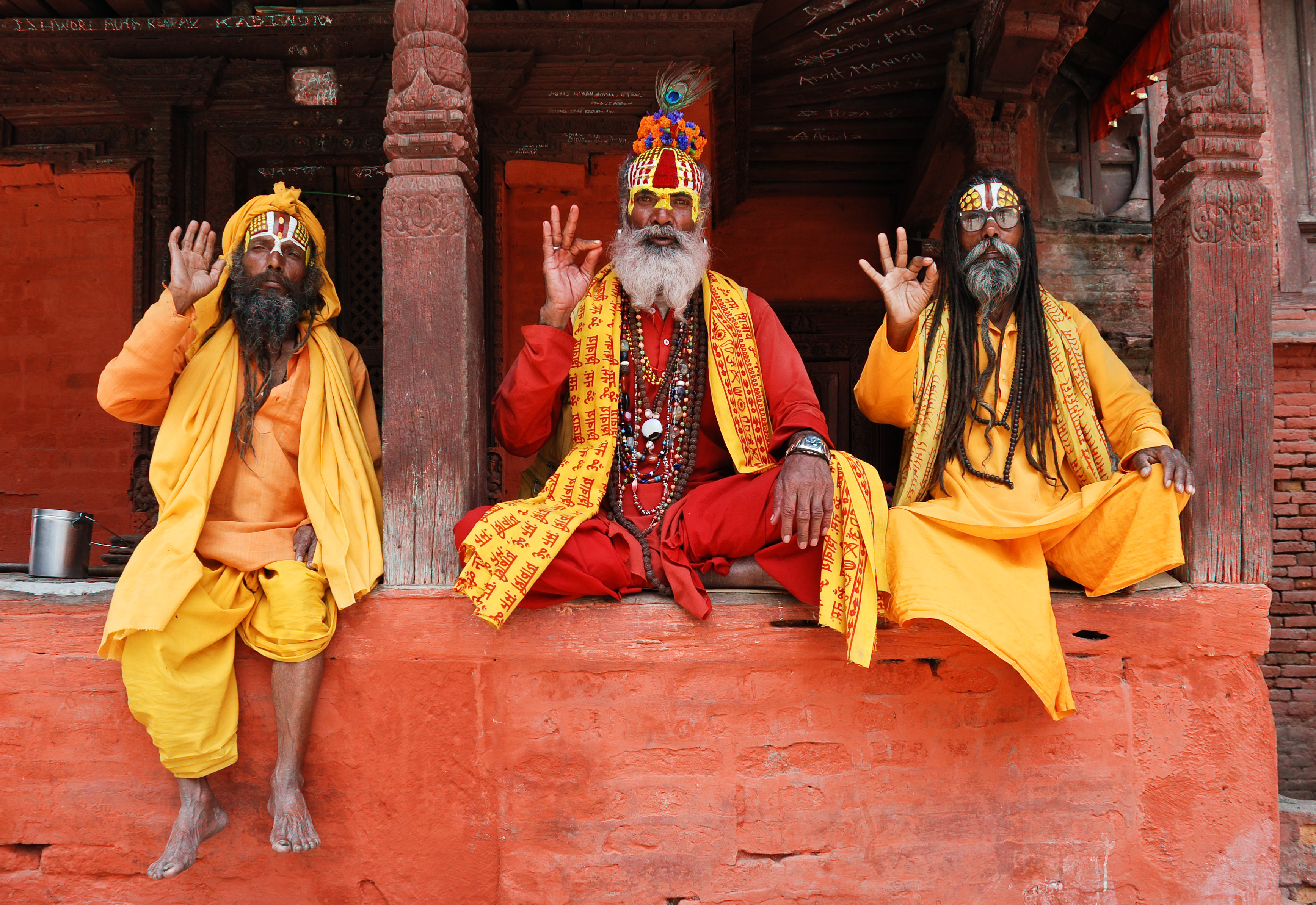
Tre sadhu vid Vishnus tempel i Katmandu.

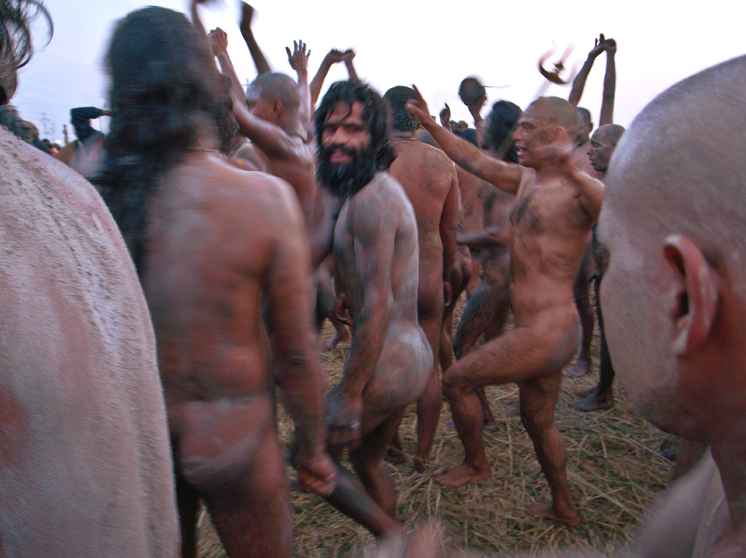
Naga Sadhus inför ett rituellt bad i Sangam 2007.

En sadhu (feminin sadhvi, sanskrit, ”inriktad på målet”, ”god”, ”ädel”, ”helig”) är en hinduisk asket eller yogi/yogini. 
Sadhutraditionen har gammal hävd. Den som blir sadhu avsäger sig alla världsliga anspråk för att leva ett liv i så hög grad av andlighet som möjligt, dock utan att isolera sig från omvärlden. En sadhu lever liksom en buddhistisk munk helt på allmosor (bhiksa) från de troende och på vad naturen har att ge, i form av vatten, frukt med mera. Det är en man som ägnat hela sitt liv åt att nå moksha (befrielse från själavandringen) genom meditation eller olika former av askes, till exempel att stirra i solen tills man blir blind, plåga sig själv eller vandra i Himalayas isiga berg nästan helt utan kläder. 
De asketer som lever enklast betecknas som naga (av sanskrit nagna, ’naken’) och uppträder nakna. 
I norra Indien finns sedan århundraden yogis kallade Naga sadhu som tidigare varit organiserade krigare, men fortfarande genomför kampsporter. De är kända genom att helt avstå från kläder (liksom en av de två huvudgrenarna inom jainismen, digambaras, ”de luftklädda”). 